# Katarzyna Bala
Katarzyna Bala z domu Stachurska (ur. 1966 w Bukowinie Tatrzańskiej) – polska artystka zajmująca się tkaniem artystycznym. Specjalizuje się w tkaniu gobelinów.

## Życiorys
W 1986 r. ukończyła Technikum Tkactwa Artystycznego w Zakopanem pod kierunkiem m.in. Marty Gąsienicy Szostak i Zofii Krzeptowskiej. Po ukończeniu szkoły pracowała w Poznaniu w pracowni artystycznej Urszuli Szmidt-Plewki biorąc udział w wykonaniu monumentalnych prac takich jak: życie i twórczość Wieniawskiego, Ołtarz Pergamoński i cykl ikon na 1000-lecie Chrztu Rusi. Od 1988 r. mieszka wraz z mężem Adamem w Zawiszynie. Od 1991 r. prowadzi własną pracownię. W 2017 r. była jurorką VIII edycji Przeglądu Gobelinów „Pasja Tworzenia”.

## Twórczość
Prace artystki to gobeliny – od zbliżonych w technice do arrasów, poprzez malowane nitką martwe natury do zupełnie współczesnych trójwymiarowych tkanin artystycznych. W opinii autorytetów sztuki jest mistrzynią koloru i światłocienia, co jest niezmiernie trudne do osiągnięcia w tkaninie. Ogromny wpływ na twórczość artystki wywarła osobowość Szymona Kobylińskiego, który należał do grona bliskich przyjaciół i osób uznających jej talent. W twórczości artystki szczególnie ważna była bliska współpraca z profesorem Ludwikiem Maciągiem, której efektem jest seria gobelinów o tematyce hippicznej.
Jej prace znajdują się w instytucjach publicznych, muzeach i kolekcjach prywatnych w Polsce, Kanadzie, USA, Australii, Szwajcarii, Niemczech oraz Francji. Dzieła artystki prezentowane były na wielu wystawach krajowych i zagranicznych. Artystka jest również autorką projektu i wykonania zaginionej tkaniny z sypialni króla Stanisława Augusta na Zamku Królewskim w Warszawie. Największym jej dotychczasowym sukcesem artystycznym było wygranie konkursu na tkaninę artystyczną do sali konferencyjnej Narodowego Funduszu Ochrony Środowiska i Gospodarki Wodnej „Nasza Matka Ziemia” o wymiarach 2m x 5m.

## Wystawy indywidualne
- 2001: Galeria Korozja i Kolor, Wołomin[1]
- 2004:
  - Galeria Dom, Sokołów Podlaski[1][9]
  - Galeria Nadbużańska, Wyższa Szkoła im. Pawła Włodkowica, Wyszków[5]
  - Galeria Domu Kultury Hutnik, Wyszków[1]
  - Udział w reprezentacji Polski w ramach targów Pollutec, Lyon, Francja (gobelin „Nasza Matka Ziemia”)
- 2004/2005: Łazienki Królewskie: Stara Kordegarda, Warszawa
- 2005:
  - Mazowieckie Centrum Kultury i Sztuki, Warszawa[10]
  - Galeria Orla, Ząbki
  - Miejski Dom Kultury, Kobyłka
- 2006:
  - Centrum Wystawowo-Konferencyjne na Wawelu, Kraków
  - Biblioteka Narodowa w Warszawie
- 2007: Zamek w Liwie
- 2008:
  - Dom Kultury Polskiej w Wilnie, Litwa
  - Galeria Lavoir de Mougins, Francja
- 2009:
  - Muzeum Malarstwa w Czerniowcach, Ukraina
  - Biblioteka Wojewódzka w Żytomierzu, Ukraina
  - Fundacja „Dzieci Dzieciom”, Nadliwie
- 2013:
  - Miejski Dom Kultury, Ostrów Mazowiecka[8][11][12]
  - Wyszkowski Ośrodek Kultury „Hutnik”, Wyszków[13][1]
- 2016:
  - Wernisaż „Tkaniny ludowe i artystyczne”, Galeria MiGOK, Wyszków[7]